# Кабаньяс-Рарас
Кабаньяс-Рарас (ісп. Cabañas Raras) — муніципалітет в Іспанії, у складі автономної спільноти Кастилія-і-Леон, у провінції Леон. Населення — 1329 осіб (2010).
Муніципалітет розташований на відстані близько 350 км на північний захід від Мадрида, 90 км на захід від Леона.
На території муніципалітету розташовані такі населені пункти: (дані про населення за 2010 рік)
- Кортігера: 427 осіб
- Кабаньяс-Рарас: 902 особи

## Демографія
Динаміка населення (INE ):